# Vivian Fung
Vivian Fung, née en 1975, est une compositrice canadienne de musique pour orchestre et d'opéra. 

## Formation
Vivian Fung naît à Edmonton, en Alberta. Elle commence des études de composition avec Violet Archer et étudie ensuite avec Narcís Bonet, au Conservatoire national supérieur de musique et de danse de Paris. Elle obtient son doctorat de la Juilliard School de New York en 2002, où ses mentors comprenaient David Diamond et Robert Beaser (en).

## Carrière
Les compositions de Fung mélangent les formes musicales occidentales avec des idées musicales de nombreuses cultures, y compris le gamelan balinais et javanais, et des chansons folkloriques de régions minoritaires de Chine. Fung voyage souvent, explorant les diverses cultures du nord du Vietnam, de l'Espagne et de Bali, en Indonésie. Son héritage personnel a joué un rôle important dans sa musique. En 2012, Fung voyage au sud-ouest de la Chine pour la recherche ethno-musicologique afin d'étudier la musique et les cultures minoritaires dans la province du Yunnan, en continuation de la recherche qui a précédemment inspiré Yunnan Folk Songs (2011). Le projet est commandé par Fulcrum Point New Music à Chicago avec le soutien du MAP Fund. 
Fung reçoit un certain nombre de prix et de subventions, y compris la bourse de la Fondation Simon Guggenheim 2012, la bourse Gregory Millard de la Fondation pour les arts de New York, et de l'ASCAP, BMI, l'American Music Center, le MAP Fund, Music Alive !, et le League of American Orchestras, American Composers Forum et Conseil des arts du Canada. Fung est compositrice en résidence du Delaware Chamber Music Festival, de la série de musique de chambre Music in the Loft à Chicago, du San Jose Chamber Orchestra et du Billings Symphony. Elle effectue également des résidences aux colonies d'arts MacDowell, Yaddo et Banff, ainsi que des résidences au Centre des arts de l'Atlantique. Elle est également compositrice associée du Centre de musique canadienne. 
Le Concerto pour violon de Fung remporte le Prix Juno 2013 de la composition classique de l'année. 
Après la première mondiale en mars 2011 de l'œuvre de Fung Yunnan Folk Songs, le Chicago Tribune écrit « Yunnan Folk Songs s'est démarquée… [avec] une brutalité gagnante qui allait au-delà de l'exotisme ». 
En 2012, le label Naxos Canadian Classics sort l'enregistrement en première mondiale du Concerto pour violon no 1 de Fung, de son Concerto pour piano « Dreamscapes » et de Glimpses pour piano préparé, avec l'ensemble Metropolis dirigé par Andrew Cyr, la violoniste Kristin Lee et le pianiste Conor Hanick. Plusieurs de ses œuvres ont également été publiées sous les labels  Telarc, Cedille et Signpost. 
Le Quatuor à cordes no 3 de Fung est commandé par le 11e Concours international de quatuor à cordes de Banff (BISQC). Il est interprété par dix quatuors à cordes; le groupe américain, le Dover Quartet, remporte le premier prix . Le Calgary Herald  loue le morceau et l'appelle Dark Journeys. Comme l'a souligné le critique musical Stephan Bonfield, l'œuvre est la réponse émotionnelle de Fung au conflit mondial au cours de cette année, vu du point de vue des luttes de sa propre famille.

## Œuvre
| Enregistrements       | Année                            |
| --------------------- | -------------------------------- |
| Miniatures            | 2007                             |
| Chant                 | 2008                             |
| Pizzicato             | 2008                             |
| Billy Collins Suite   | 2009                             |
| Dreamscapes           | 2006, rev. 2016 (OCLC 944431378) |
| Quatuor à cordes no 3 | 2013                             |

- Rhapsody, pour trompette et piano (1995)
- Scherzo, pour trio avec piano (1998)
- Pizzicato, pour orchestre à cordes (2001)
- Billy Collins suite, pour narrateur, clarinette, violoncelle et piano (2007, rév. 2016)
- Sanci kuni, pour chœur mixte a cappella (2010)
- Dust devils, pour orchestre (2011, rév. 2014)
- The shaman speaks, pour ensemble de saxophone (2009, rév. 2012)
- Bird song : in memoriam Julian Rodescu, pour violon et piano (2012)
- Aqua, pour orchestre (2012-2013)
- Concerto pour harpe (2013)
- Twist, pour violon et guitare (2014)
- Biennial snapshots, pour grand orchestre (2015)
- Sketch, pour violoncelle et électronique (2015)
- Bounce, pour cor, violon et piano
- Quatuor à cordes no 4, « Insects and machines »

## Discographie
- Dreamscapes : Concerto pour violon, Concerto pour piano « Dreamscapes », Glimpses pour piano préparé - Kristin Lee, violon ; Conor Hanick, piano ; Metropolis Ensemble, dir. Andrew Cyr (7-8 septembre/2 novembre 2011, Naxos 8.573009) (OCLC 809033935)
- Insects & Machines : Quatuors à cordes nos 1 à 4 – Quatuor Jasper (en) : J. Freivogel & Karen Kim, violons ; Andrew Gonzalez, alto ; Rachel Henderson Freivogel, violoncelle (2023, Sono Luminus)